# Piet van Heusden

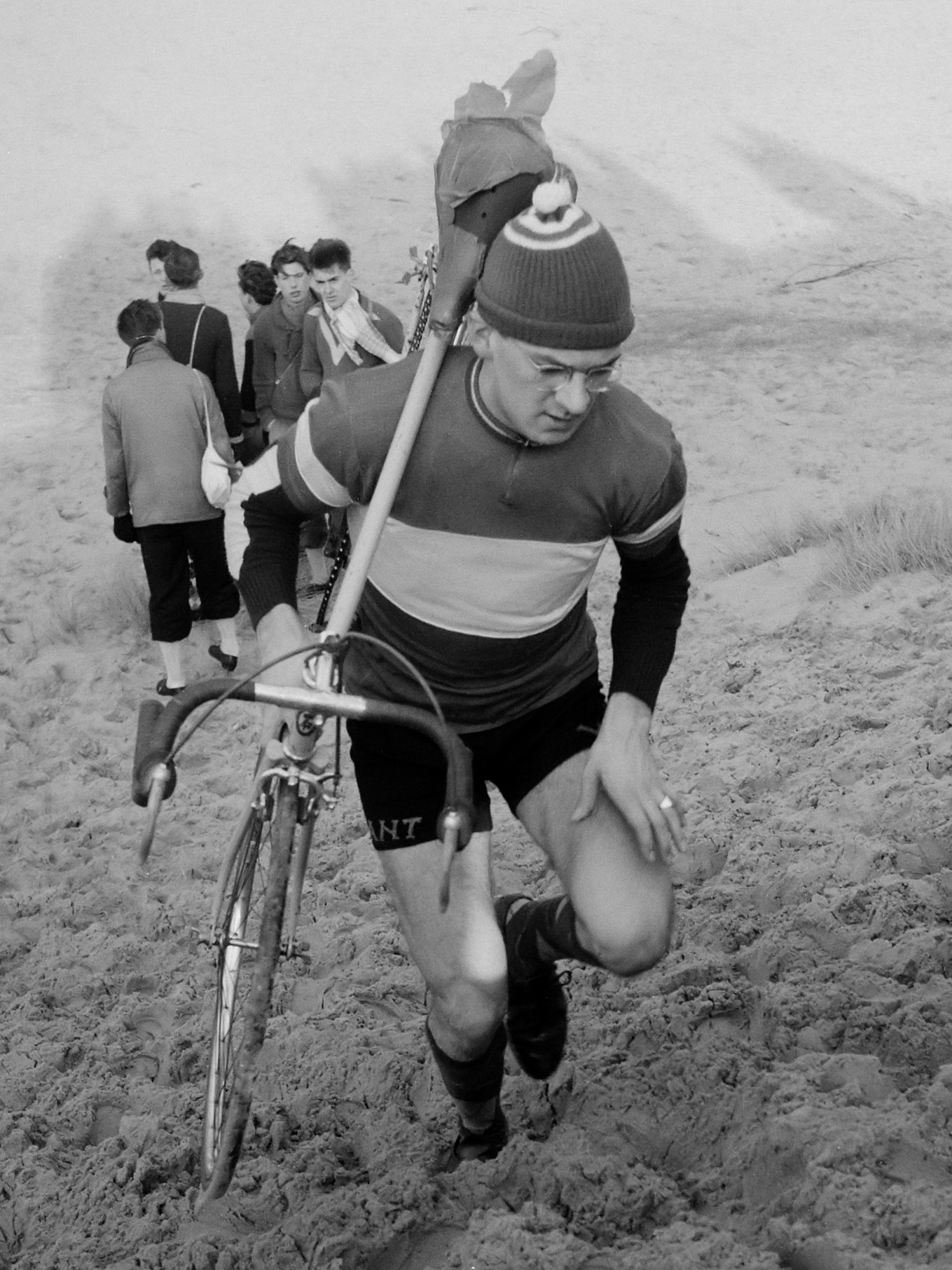
Piet van Heusden 1954 beim Querfeldein

Piet van Heusden (* 11. Juli 1929 in Amsterdam; † 15. Januar 2023) war ein niederländischer Radrennfahrer und Weltmeister.
1952 wurde Piet van Heusden in Paris Amateur-Weltmeister in der Einerverfolgung, als er im Finale den amtierenden Weltmeister Mino De Rossi schlug. De Rossi war vor dem Rennen von seinem eigenen Erfolg so überzeugt gewesen, dass er schon Autogrammkarten mit der Aufschrift „Weltmeister 1951/1952“ verteilt hatte. Zudem wurde van Heusden von 1952 bis 1955 viermal in Folge Niederländischer Amateur-Meister in der Verfolgung. Bei den UCI-Bahn-Weltmeisterschaften 1954 verlor er im Halbfinale gegen den Briten Peter Brotherton, protestierte vergeblich gegen die Wertung dieses Laufes und trat schließlich zum Lauf um den dritten Platz nicht an.
Schon 1956 trat van Heusden vom aktiven Radsport zurück, blieb dem Radsport jedoch unter anderem im Organisationskomitee der Olympia’s Tour verbunden. Er eröffnete ein Tabakwarengeschäft und war später in der Geschäftsführung der Zeitung Het Parool tätig.